# Małe kobietki (film 1918)
Małe kobietki (ang. Little Women) – amerykański film niemy z 1918 w reżyserii Harley Knolesa.

## Obsada
- Dorothy Bernard
- Conrad Nagel